# 布拉肯維爾 (特拉華州)
布拉肯維爾（英語：Brackenville）是位於美國特拉華州紐卡斯爾縣的一個非建制地區。該地的面積和人口皆未知。

## 地理
布拉肯維爾的座標為39°46′50″N 75°40′59″W / 39.78056°N 75.68306°W，而該地的平均海拔高度為98米（即322英尺）。